# Rotolacampo

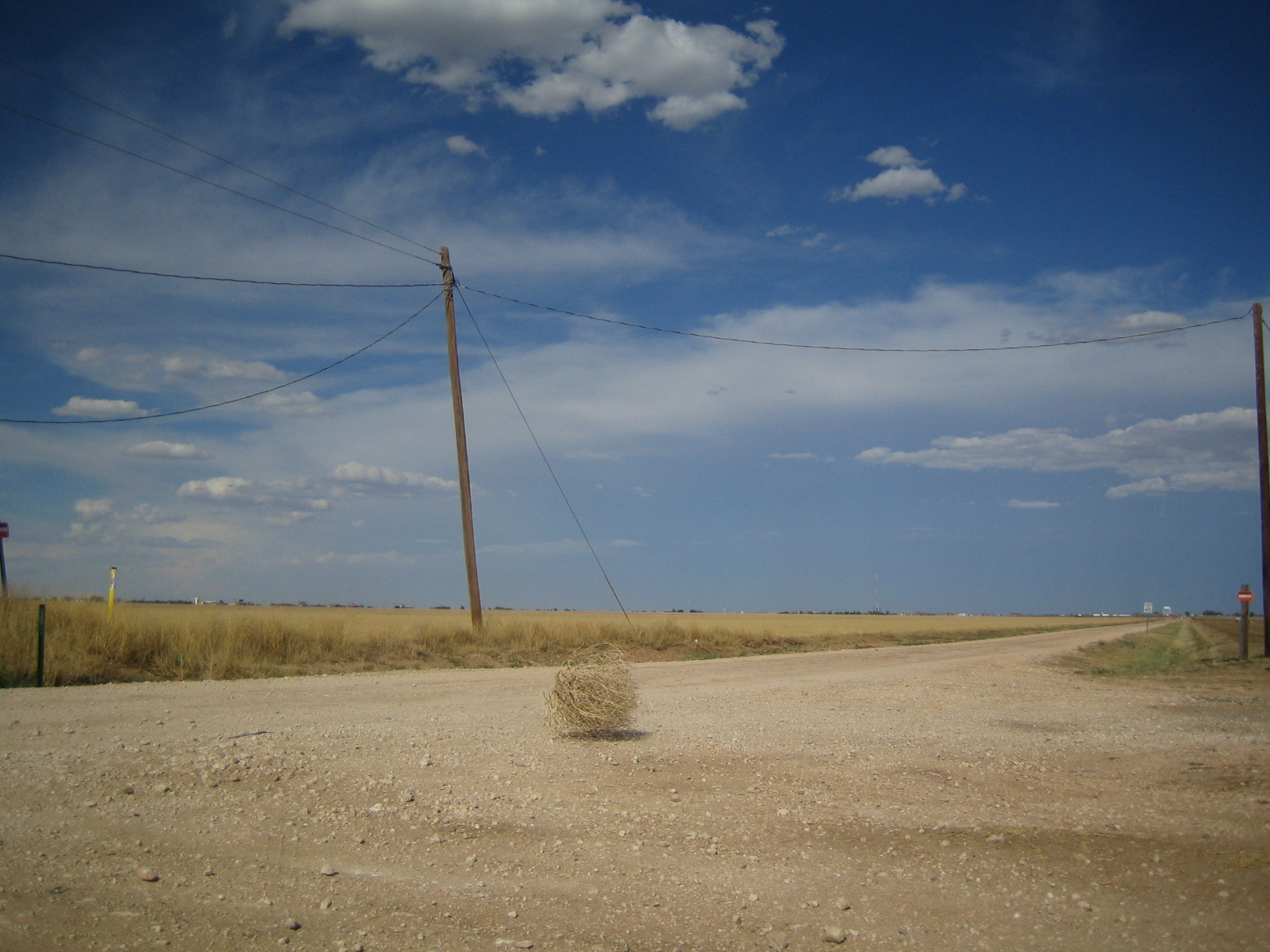
Un rotolacampo

Un rotolacampo (o ruzzolacampo, steppicursore e cespuglio rotolante) è la formazione vegetale caratteristica di alcune specie di piante che, giunte a maturità, si staccano dalle proprie radici e rotolano sospinte dal vento, processo che permette alla pianta di disperdere i propri semi.
Nella maggior parte delle specie, il rotolacampo è l'intera pianta, a parte l'apparato delle radici, mentre in altre piante può staccarsi un frutto cavo o un'infiorescenza. Le specie di rotolacampi xerofiti si trovano più comunemente negli ecosistemi steppici e aridi, dove il vento frequente e l'ambiente aperto consentono il rotolamento senza ostacoli proibitivi.

## Piante che formano rotolacampi

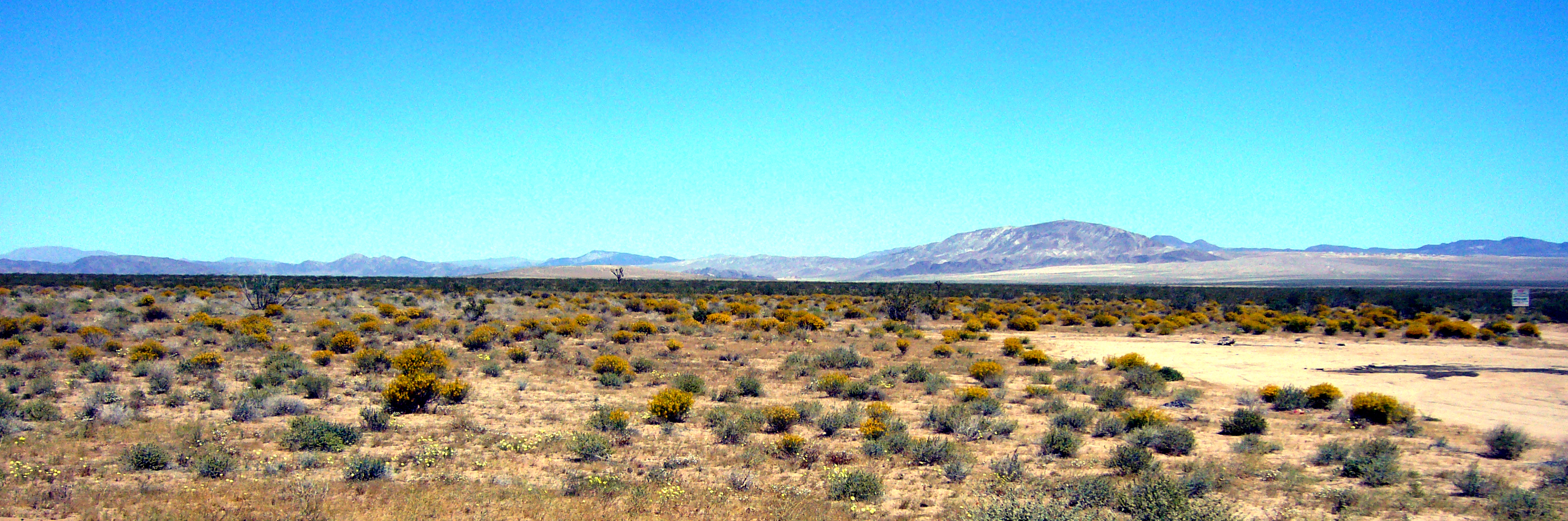
Fioritura di giovani esemplari nel Deserto del Mojave in aprile, in seguito a una stagione invernale estremamente umida

Molte specie del genere tassonomico Salsola (famiglia delle Amaranthaceae) sono caratterizzate da questa forma di riproduzione.

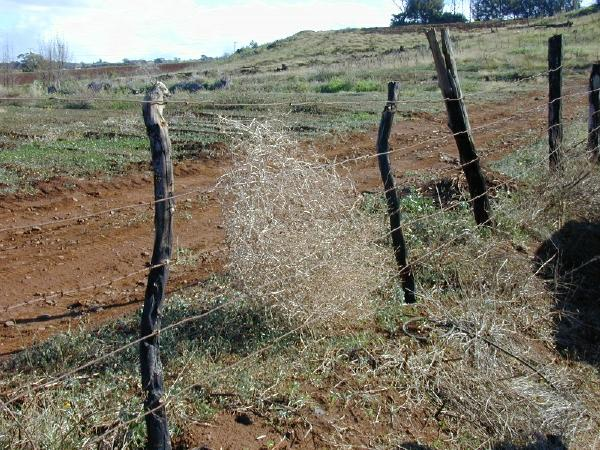
Un rotolacampo Salsola tragus impigliato in una recinzione

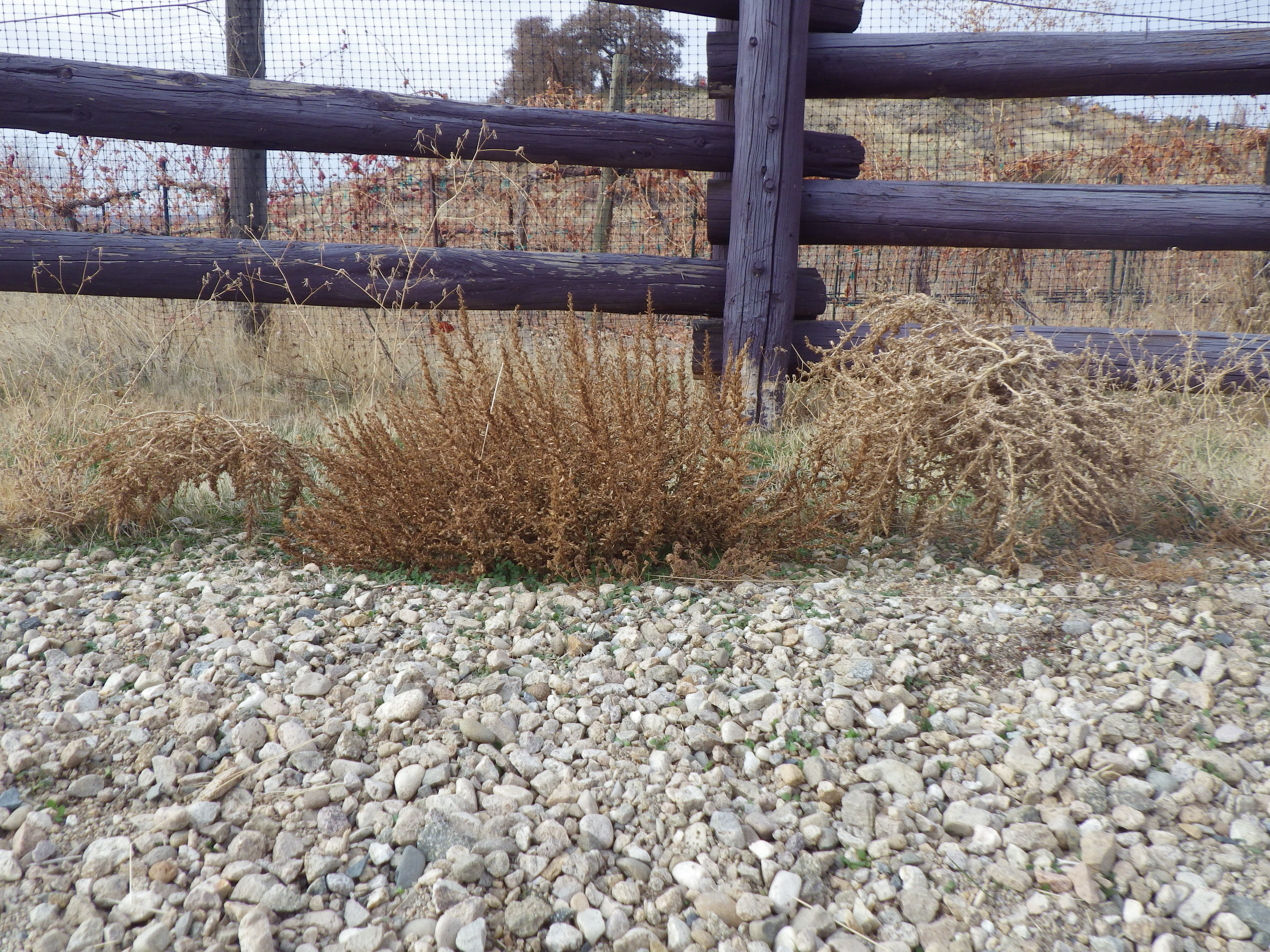
Amaranthus albus

Molte delle piante che formano rotolacampi si insediano su terreni disturbati come infestanti agricole opportunistiche. I rotolacampi si rinvengono nei seguenti gruppi di piante:
- Amaranthaceae (comprese le Chenopodiaceae)
- Amaryllidaceae
- Asphodelaceae
- Asteraceae
- Brassicaceae
- Boraginaceae
- Caryophyllaceae
- Fabaceae
- Lamiaceae
- Poaceae